# Zbigniew Gano
Zbigniew Gano (ur. 25 października 1953 w Opolu) – polski piłkarz grający na pozycji obrońcy, trener.

## Kariera piłkarska

### Odra Opole
Zbigniew Gano jest absolwentem Zespołu Szkół Mechanicznych w Opolu. Karierę piłkarską rozpoczął w juniorach Odry Opole, z którymi w 1972 roku pod wodzą trenera Wiesława Łucyszyna po wygraniu wszystkich meczów w turnieju finałowym w Kraśniku: ze Stalą Kraśnik (2:1), z Hutnikiem Nowa Huta (3:1) oraz Zawiszą Bydgoszcz (4:0) zdobył mistrzostwo Polski juniorów.
Już rok wcześniej, w 1971 roku, trener pierwszej drużyny Niebiesko-Czerwonych, Engelbert Jarek zauważył talent Gano, który dołączył do jego drużyny. Debiut w ekstraklasie zaliczył 30 kwietnia 1972 roku w wygranym 1:0 meczu wyjazdowym z Legią Warszawa. Przez pierwsze dwa sezony był rezerwowym zawodnikiem klubu, jednak w sezonie 1973/1974 został już podstawowym zawodnikiem drużyny Niebiesko-Czerwonych. W tym sezonie zdobył swojego jedynego gola w ekstraklasie: 15 września 1973 roku w zremisowanym 2:2 meczu u siebie z Pogonią Szczecin, jednak Odra Opole zajmując przedostatnie, 15. miejsce w tabeli końcowej spadła do II ligi grupy południowej, w której w sezonie 1974/1975 zajął 4. miejsce, w związku z czym z klubu odszedł trener Engelbert Jarek, którego zastąpił Antoni Piechniczek, który w sezonie 1975/1976 wygrał rozgrywki w grupie południowej, tym samym drużyna Niebiesko-Czerwonych, której Gano był podstawowym zawodnikiem, wróciła do ekstraklasy.
W sezonie 1976/1977 zakończył z klubem rozgrywki ligowe na 12. miejscu oraz 18 czerwca 1977 roku na Stadionie Victorii Częstochowa w Częstochowie po wygranej 3:1 w finale Pucharu Ligi Polskiej z faworyzowanym Widzewem Łódź triumfował w rozgrywkach, w związku z czym awansował z klubem do Pucharu UEFA 1977/1978, w którym odpadł już po pierwszej po przegranej rywalizacji z faworyzowanym klubem z NRD, FC Magdeburg (1:2, 1:1). W sezonie 1978/1979 drużyna Niebiesko-Czerwonych prowadziła w tabeli ligowej po rundzie jesiennej, jednak w rundzie wiosennej grała bardzo słabo, w efekcie czego rozgrywki ligowe zakończyła na 5. miejscu, a trener Antoni Piechniczek odszedł z klubu.

### ROW Rybnik
Gano po sezonie 1980/1981, w którym Odra Opole zajmując ostatnie, 16. miejsce w tabeli ligowej spadła do II ligi i przeniósł się do występującego wówczas w II lidze grupy zachodniej ROW-u Rybnik, w którym po sezonie 1982/1983 zakończył piłkarską karierę. Łącznie w ekstraklasie rozegrał 110 meczów, w których zdobył 1 gola.

## Kariera reprezentacyjna
Zbigniew Gano w 1972 roku znalazł się w składzie reprezentacji Polski U-18 prowadzonej przez selekcjonera Mariana Szczechowicza na mistrzostwa Europy U-18 1972 w Hiszpanii, na których rozegrał 5 meczów oraz zajął z drużyną Biało-Czerwonych 3. miejsce po wygranej w decydującym meczu w 6:5 w serii rzutów karnych z reprezentacją Hiszpanii U-18 (0:0 po regulaminowym czasie gry), rozegranym 22 maja 1972 roku w Barcelonie.
Natomiast w reprezentacji Polski U-21 w latach 1973–1974 rozegrał 2 mecze. Debiut zaliczył 27 marca 1973 roku w Piotrkowie Trybunalskim (pierwszy mecz w historii rocznika U-21) w przegranym 3:1 meczu towarzyskim z reprezentacją NRD U-21. W 1974 roku triumfował z drużyną Biało-Czerwonych w rozegranym we francuskim Tulonie turniej tzw. Festiwalem Nadziei, w którym zagrał w 1 meczu.

## Kariera trenerska
Zbigniew Gano po zakończeniu kariery piłkarskiej rozpoczął karierę trenerską. Trenował Orła Źlinice.

## Sukcesy

### Zawodnicze
Odra Opole
- Puchar Ligi Polskiej: 1977
- Awans do ekstraklasy: 1976
- Mistrzostwo Polski juniorów: 1972

Reprezentacyjne
- 3. miejsce mistrzostw Europy U-18: 1972
- Turniej w Tulonie: 1974

## Życie prywatne
Zbigniew Gano ma młodszego brata Ireneusza (ur. 1961), który także był piłkarzem m.in. Odry Opole.